# Sotsu
Sotsu (創通?, Sōtsū) è un'agenzia pubblicitaria giapponese che ha contribuito alla produzione e distribuzione di alcuni anime.

## Membri

### Produttori
- Takehiko Aoki
- Yoshihiko Akino
- Hidenori Itabashi
- Takashi Izuhara
- Masayuki Kishida
- Tatsuya Tamaki
- Hiroyasu Tsuruoka
- Yasutaka Hyūga
- Nao Hori
- Homare Mutō

### Vecchi membri
- Shinjirō Yokoyama (ora impiegato della Dentsu)

## Produzioni

### Produzioni Sunrise
- serie Gundam
- Zambot 3
- Daitarn III
- L'invincibile robot Trider G7
- Saikyō Robo Daiōja
- Combat Mecha Xabungle
- Seisenshi Dunbine
- Jūsenki L-Gaim
- Metal Armor Dragonar
- Shippu! Iron Leaguer
- Haou Taikei Ryū Knight
- Jū Senshi Gulkeeva

### Programmi Nippon TV
- Thunder Mask
- Sore Ike! Anpanman

### Programmi TV Asahi/ABC
- Glass no Kantai
- Burst Angel
- Gankutsuou
- Speed Grapher
- SoltyRei

### Programmi TV Tokyo
- Battle Hawk
- Tenkū Senki Shurato
- Kyattō Ninmden Teyandē
- Kinkyū Hasshin Saber Kids
- Tekkaman Blade
- Bakuretsu Hunter
- Saber Marionette J
- Those Who Hunt Elves
- Eat-Man
- Chi ha bisogno di Tenchi?
- Hyper Police
- Shadow Skill
- Virus
- Mister Keaton '99
- Silent Möbius
- Grander Musashi RV
- Eden's Boy
- Dai-Guard
- Guru Guru - Il girotondo della magia
- Earth Girl Arjuna
- Haré+Guu
- Shiawa Sesō no Okojo-san
- Spiral: Suiri no kizuna
- E's Otherwise
- Papuwa
- Shura no Toki
- School Rumble
- Elemental Gelade
- Glass no Kamen
- Capeta
- Simoun
- Golgo 13

### Altri programmi
- Play Ball
- Higurashi no Naku Koro Ni
- Shōnen Onmyōji